# Konzistorij
Konzistorij je sestanek Kardinalskega zbora, ki ga skliče in mu predseduje papež. Konzistoriji so lahko redni ali izredni. Redni so bolj slavnostne narave in na njem prisostvujejo v glavnem kardinali, ki bivajo v Rimu. Izredni imajo namen papeškega posveta, zato se ga udeleži celoten Kardinalski zbor. Na konzistoriju papež tudi povzdigne nove kandidate na raven kardinala.
Konzistorij, ki ima za namen izvolitev novega papeža, se imenuje konklave.